# Bosson
Bosson (født Staffan Olsson 21. februar 1969) er en svensk singer-songwriter.
Navnet Bosson kommer af, at Staffan Olssons far hedder Bo – og betyder således Bos son (da.: Bos søn). Bosson blev landskendt i Sverige, da han som medvirkende i TV 4-programmet Sikta Mot Stjärnorna i 1994 sang Michael Jackson-hittet Black and White. Han var fra 1993-1995 medlem af gruppen Elevate, der udgav tre singler og turnerede i Skandinavien. I 1996 gik Bosson solo, og udgav året efter singlen Baby Don't Cry. Han fik sit gennembrud med One in a Million, der var med på soundtracket til filmen Miss Secret Agent i 2000 og blev et hit både i Europa og Asien. Sangen blev desuden nomineret til en Golden Globe i 2001.
I 2004 deltog han i Melodifestivalen med Efharisto.
Bosson optrådte i 2000 som opvarmning til Britney Spears, og har desuden turneret med Kylie Minogue og Dima Bilan.

## Diskografi
- Future's Gone Tomorrow - Life is Here Today (2007)
- Rockstar (2003)
- One in a Million (2001)
- The Right Time (1999)